# Hans Stephan (Polizist)
Hans Stephan  (* 1. Mai 1902 in Hamburg; † 14. Mai 1953 ebenda) war deutscher Polizist und leitete das Judenreferat der Hamburger Gestapo von 1943 bis 1945. Stephan war maßgeblich in die Deportation der Hamburger Juden involviert.

## Leben
Stephan, dessen Vater Schlossermeister war, war nach dem Abschluss seiner Schulzeit als kaufmännischer Angestellter tätig. Ab 1926 war er im Polizeidienst bei der Gewerbepolizei in Hamburg beschäftigt. Zum Zeitpunkt seines Beitritts zur NSDAP im Mai 1933 wechselte er zur Hamburger Staatspolizei (1935 Teil der Gestapo) und war dort ab 1935 im sogenannten „Judenreferat“ tätig. Spätestens im Herbst 1943 übernahm Stephan von Claus Göttsche leitende und organisatorische Funktionen im Judenreferat der Hamburger Gestapo. In dieser Funktion, die er bis Mai 1945 bekleidete, begleitete er 1943 einen Transport deportierter Juden nach Theresienstadt. Noch vor Kriegsende tauchte Stephan kurzzeitig mit weiteren Gestapobeamten in Heide unter. Er wurde im Mai 1945 in Hamburg verhaftet und war dort bis 1948 interniert. 1949 wurde gegen ihn ein Strafverfahren aufgrund des Verdachts von Verbrechen gegen die Menschlichkeit aus Beweismangel eingestellt. Stephan starb im Mai 1953 in Hamburg.